# Tribune (partijblad SP)
De Tribune is het partijblad van de Nederlandse Socialistische Partij dat maandelijks bij alle leden van deze partij wordt bezorgd.
De Tribune werd in 1965 als partijblad opgericht, nog voordat de SP als partij was opgericht, oorspronkelijk met Rode Tribune als naam. Deze naam werd weer geïnspireerd door de naam van de krant die de CPN tot 1937 uitgaf, dat De Tribune heette.
De Tribune bevat, naast partijnieuws, ook interviews, achtergrondartikelen, een strip, en degelijke. Het blad van de SP met dieper gaande achtergrondartikelen, en voornamelijk verspreid onder kaderleden, heet Spanning.
De naam Tribune is overigens afkomstig van volkstribuun en werd door heel wat kranten en tijdschriften gebezigd, waarvan de New York Herald Tribune (nu opgegaan in The New York Times) een der bekendste was.